# Grande-Bretagne aux Jeux olympiques d'été de 1972
La Grande-Bretagne participe aux Jeux olympiques d'été de 1972 à Munich. Elle y remporte dix-huit médailles : quatre en or, cinq en argent et neuf en bronze, se situant à la douzième place des nations au tableau des médailles. La délégation britannique regroupe 284 sportifs.